# C.J.チャタム
コナー・ジェームズ・チャタム（Connor James Chatham, 1994年12月22日 - ）は、 アメリカ合衆国フロリダ州ブロワード郡フォートローダーデール出身のプロ野球選手（遊撃手）。右投右打。現在は、フリーエージェント（FA）。

## 経歴

### プロ入りとレッドソックス傘下時代
2016年のMLBドラフト2巡目（全体51位）でボストン・レッドソックスから指名され、プロ入り。契約後、傘下のルーキー級ガルフ・コーストリーグ・レッドソックスでプロデビュー。A-級ローウェル・スピナーズでもプレーし、2球団合計で35試合に出場して打率.242、5本塁打、21打点を記録した。
2017年はルーキー級ガルフ・コーストリーグ・レッドソックスとA級グリーンビル・ドライブでプレーし、2球団合計で7試合に出場して打率.316、1本塁打、5打点を記録した。
2018年はA級グリーンビルとA+級セイラム・レッドソックスでプレーし、2球団合計で114試合に出場して打率.314、3本塁打、52打点、11盗塁を記録した。
2019年はAA級ポートランド・シードッグスとAAA級ポータケット・レッドソックスでプレーし、2球団合計で110試合に出場して打率.298、5本塁打、46打点、7盗塁を記録した。オフにはアリゾナ・フォールリーグに参加し、ピオリア・ハベリーナズに所属した。さらに11月に開催の第2回WBSCプレミア12アメリカ合衆国代表に選出された。11月20日にはルール・ファイブ・ドラフトでの流出を防ぐために40人枠入りした。

### フィリーズ傘下時代
2021年1月18日に後日発表選手とのトレードで、フィラデルフィア・フィリーズへ移籍した。3月28日に一旦自由契約となったが、4月2日にマイナー契約を結んで再契約した。この年はAAA級リーハイバレー・アイアンピッグスで50試合に出場し、打率.271、3本塁打、23打点という成績だった。オフの11月7日にFAとなった。

### ダイヤモンドバックス傘下時代
2021年11月21日、アリゾナ・ダイヤモンドバックスとマイナーリーグ契約を結んだ。
2022年はAAA級リノ・エーシズで開幕を迎えたが、3試合に出場後の4月12日に自由契約となった。

## 詳細情報

### 代表歴
- 2019 WBSCプレミア12 アメリカ合衆国代表